# ヘラルト・ファン・ホントホルスト
ヘラルト・ファン・ホントホルスト（Gerard van Honthorst, 1592年11月4日 - 1656年4月27日）は、オランダの画家。ヘリット・ファン・ホントホルスト（Gerrit van Honthorst）、イタリア語ではゲラールド・デッラ・ノッテ（Gherardo della Notte）と呼ばれたことが知られる。ユトレヒトで生まれた。16世紀初頭にアブラハム・ブルーマールトの元で絵を学んだ。

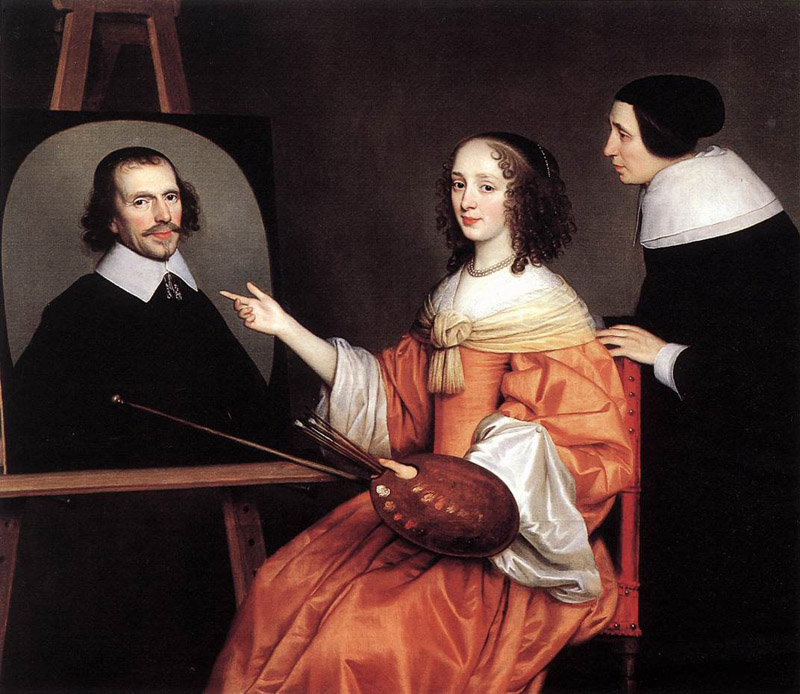
『マルハレタ・マリア・デ・ローデレとその両親』(1652年) Oil on canvas, 140 x 170 cm. ユトレヒト中央博物館所蔵

## 生涯

### イタリアへ
当時のオランダでは、画家達がイタリア美術に傾倒していた。ホントホルストはその傾向に感化され、1616年にイタリアへ旅行した。彼はそこで自然主義と、カラヴァッジオの作品に触れる。この頃の作品として、『大祭司の前のキリスト』 (ロンドン・ナショナル・ギャラリー) などがある。彼はローマで経験を積んだ後の1620年に帰国し、繁栄を極めていたユトレヒトでオランダのカラヴァッジスティ（カラヴァッジオ追従者）と呼ばれた仲間、ヘンドリック・テル・ブルッヘンと共に画学校を始めた。この頃には、『陽気な仲間』(アルテ・ピナコテーク、ミュンヘン) などを描いている。1623年、ホントホルストは従妹と結婚し、同じ年にユトレヒトの画家組合の長となった。ハーグ駐在のイングランド全権公使、ダドリー・カールトン卿がホントホルストの絵を気に入り、アランデル伯トマス・ハワードとドーチェスター卿に推薦したことから、ホントホルストはすぐに流行の画家となっていった。1626年、ピーテル・パウル・ルーベンスの訪問を受け饗応したが、ディオゲネスの逸話の人物としてピーテル・パウル・ルーベンスを描いた。

### イングランドへ

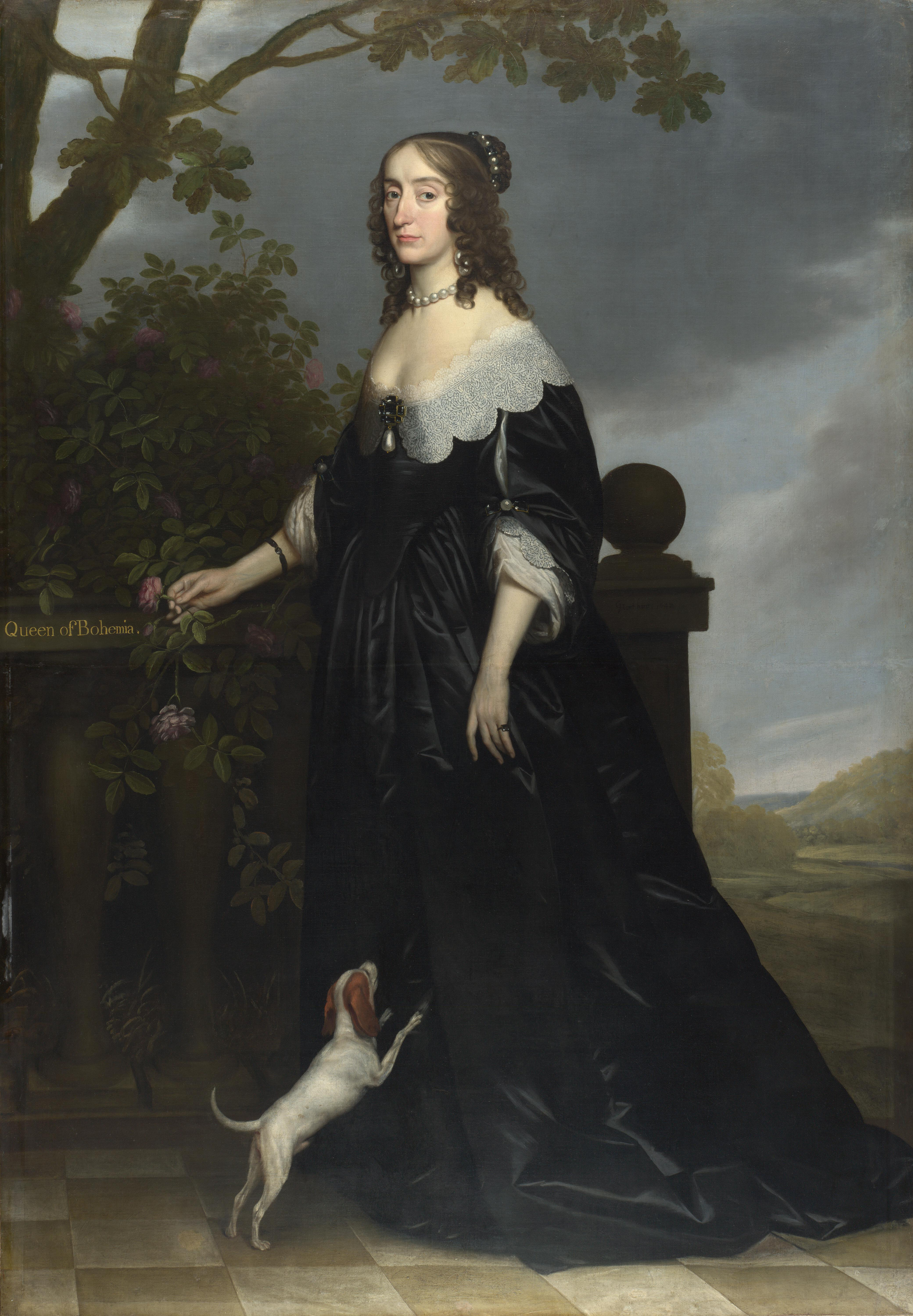
『ボヘミア王妃エリザベス・スチュアート』、ナショナル・ギャラリー蔵

イングランド王チャールズ1世 の姉で、プファルツ選帝侯妃エリーザベトは、領地をハプスブルク家に奪われオランダへ亡命したが、そこで彼女はホントホルストを援助し、彼女の子供たちに絵を教えてくれるよう依頼した。そのため彼は宮廷に出入りするようになり、彼を知ったチャールズ1世が1628年にホントホルストをイングランドへ招聘した。彼はイングランドで数点の肖像画、大きな寓話画『アポロとディアナ』（現在ハンプトン・コート宮殿蔵）を描いた。この寓話画には、チャールズ1世と王妃ヘンリエッタ・マリア・オブ・フランスがアポロとディアーナとして描かれ、2人を迎える群衆の中に描かれたバッキンガム公ジョージ・ヴィリアーズはメルクリウスの姿にされており、エリーザベトの子供たちが守護天使として描かれている。
ホントホルストの『キリスト降誕図』を見ると分かる通り、夜の光景の中にどの登場人物も入れて姿を変えてしまうのが彼の習いであった。マグダラのマリアの改心を描いたコレッジョの作品が根拠となっているが、コレッジョ作品全てが根拠となっているのではない。しかしこの気まぐれの作品は不運なことに、コレッジョとレンブラント作品においてマグダラのマリアをモデルとした絵が高尚とされたことから、ホントホルスト作品は彼の手による空想の産物になった。彼は、平凡な画風は庶民の表現力よりさらに能力がないとした。芸術は、これら珍奇な酔狂の写しからわずかに得られるとした。ドイツ人画家で芸術史家ヨアヒム・フォン・ザンドラルトは、この時期のホントホルストの人気ぶりの度合いを、「彼は一時期20人ほどの徒弟を抱え、その門下生はそれぞれ師匠に年100もの申込書の謝礼を支払っていた」と言及している。

### 帰国
イングランドから帰国すると、ホントホルストは再びユトレヒトに住んだ。芸術家の中での彼の地位は、重要なものになったと自認し、活動するユトレヒトでイングランド王家の援助を受け続けていた。彼は1631年にプファルツ選帝侯フリードリヒ5世と妃エリーザベト、2人の子供たち全員を描いた作品を仕上げている。同時期にはドーチェスター卿の依頼により、オデュッセイアの数点の挿絵を完成させた。デンマーク王クリスチャン4世のために、デンマーク史に残る事件の絵を構図した（そのうち1点がコペンハーゲン・ギャラリーにある）。膨大な習作の過程において、彼はチャールズ1世夫妻、バッキンガム公、プファルツ選帝侯夫妻の肖像画を多く描かねばならなかった。 

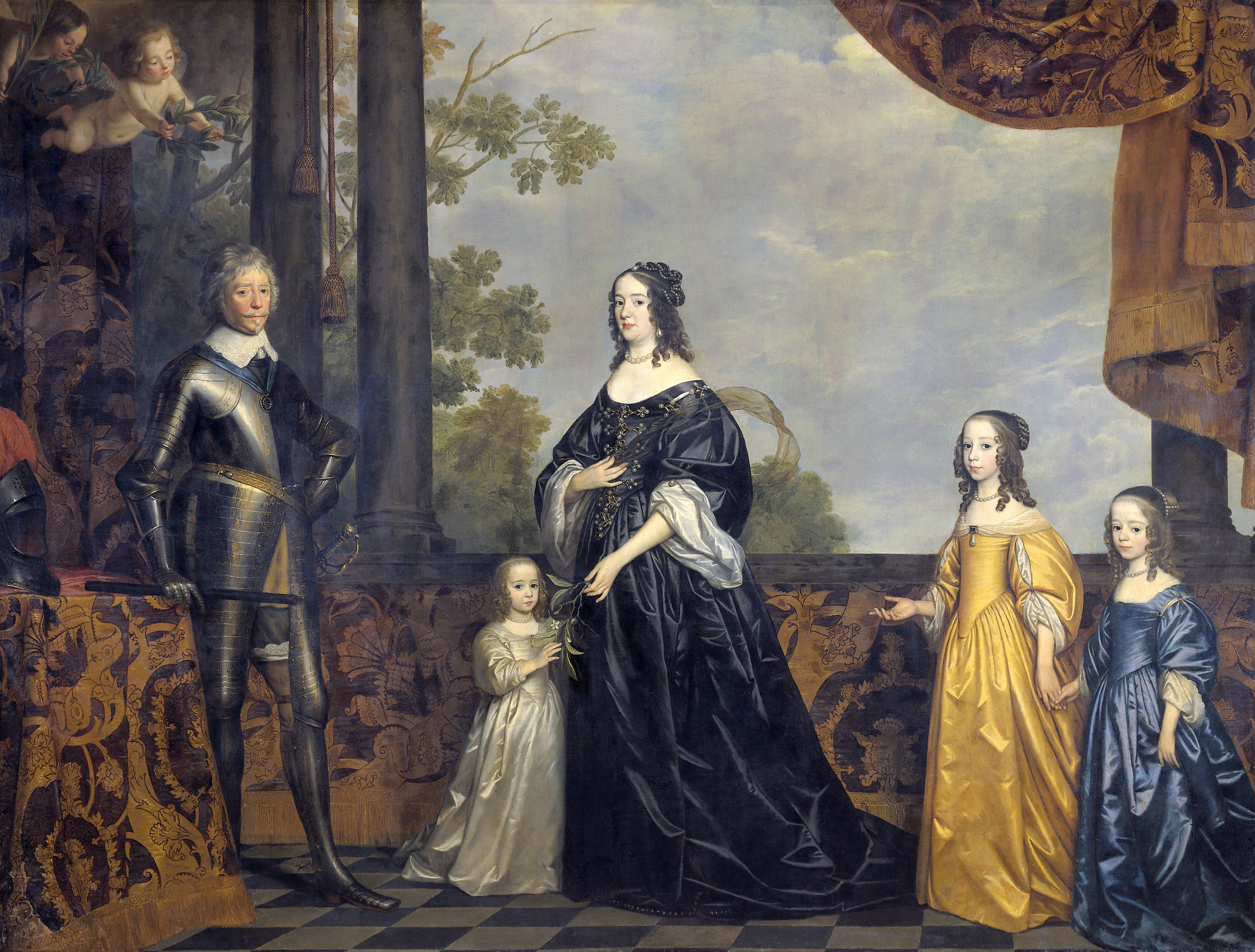
『オラニエ公フレデリック・ヘンドリックと妃アマリア、3人の公女たちの肖像画』。1647年。アムステルダム国立美術館蔵

ホントホルストはオラニエ公妃アマーリエの宮廷画家となって、1637年にハーグへ移り住み、ライスヴィック城で行われた戴冠式の絵、また『森の中の家』を描いた。画作に集中できる時間はなく、彼は肖像画制作に情熱を注いだ。彼の作品は非常に数多く、イギリスやヨーロッパ大陸のギャラリーで豊富に展示されている。彼の最も魅力的な作品は、彼が磨いたカラッヴァジオの画風、すなわち音楽家、歌手、客のいる居酒屋を描いたものである。ホントホルストは、一本のロウソクで照らされる光景を再生する偉大な手腕を見せている。しかし、彼は暗すぎる部屋で繰り返し描いたようにみられており、鮮やかな色彩の幽玄さが、薄暗い平静さと、価値のない色沈みから取得できる濃淡の一律の赤さにおいて、失われてしまっている。
下書きにおいてむしろ鋭く、肉付けにおいて厳格であることから未だ多大な関心がもたれているのは、
- 『バッキンガム公とその家族』（ハンプトン・コート宮殿蔵）
- 『ボヘミア国王夫妻』（ハノーファーとコムベ修道院蔵）
- 『マリー・ド・メディシス像』（1628年。アムステルダム・タウン・ホール蔵）
- 『ネーデルラント諸州知事らとその妻たち』（アムステルダムとハーグ）
- 『カール・ルートヴィヒ王子の肖像』
- 『ループレヒト王子の肖像』（ルーヴル美術館、サンクトペテルブルク、コムベ修道院他）
- 『クレイヴン卿ウィリアムの肖像』（ナショナル・ポートレート・ギャラリー）

らの諸作品である。　
ホントホルストの初期の画風は、『リュート奏者』（1614年、ルーヴル美術館蔵）、『聖ヨハネの殉教』、『ペテロの釈放』から窺える。彼の後期の画風は、『森の中の家』（1648年）で、ヤーコブ・ヨルダーンスや他の画家によって不利な立場を与えられたことを表している。　
ホントホルストは、1604年生まれの弟ヴィレムに跡を継がせた（ヴィレムは1666年に死去）。ヴィレムは時折ベルリンに行った他は、主に出生地ユトレヒトで生涯を送った。しかし彼は、アムステルダムにある肖像画を除いてわずかしか作品を残さなかった。